# 1964 a tudományban
Az 1964. év a tudományban és a technikában.

## Díjak
- Nobel-díjak
  - Fizikai Nobel-díj: Charles H. Townes, Nyikolaj Gennagyjevics Baszov, Alekszandr Mihajlovics Prohorov
  - Fiziológiai és orvostudományi Nobel-díj: Konrad Emil Bloch, Feodor Lynen
  - Kémiai Nobel-díj: Dorothy Hodgkin

## Születések
- február 13. – Stephen Gerard Bowen amerikai mérnök, űrhajós
- február 19. – Jennifer Doudna amerikai biokémikus
- április 4. – Furukava Szatosi japán sebészorvos, űrhajós
- május 25. – Ivan Bella, az első szlovák űrhajós
- augusztus 24. – Szalizsan Saripov kirgiz-orosz űrhajós
- október 13. – Nie Haj-seng kínai űrhajós

## Halálozások
- március 18. – Norbert Wiener amerikai matematikus, megalapította a kibernetikát (* 1894)
- április 14. – Rachel Louise Carson amerikai tengerbiológus, ökológus (* 1907)
- április 24. – Gerhard Domagk fiziológiai és orvostudományi Nobel-díjjal kitüntetett német patológus, bakteriológus (* 1895)
- május 21. – James Franck Nobel-díjas (megosztva) német fizikus (* 1882)
- május 30. – Szilárd Leó magyar–amerikai fizikus. Elsőként ismerte fel, hogy a nukleáris láncreakció (és ezzel az atombomba) létrehozható (* 1898)
- július 2. – Adorján János magyar gépészmérnök, a hazai repülés jelentős úttörője (* 1882)
- október 31. – Theodore Freeman amerikai űrhajós (* 1930)
- november 6. – Hans von Euler-Chelpin Nobel-díjas (megosztva) német-svéd vegyész (* 1873)
- december 30. – Hans Gerhard Creutzfeldt német neuropatológus (* 1885)